# Peder Oxe till Asserbo
Peder Oxe, död efter 1440, var ett danskt riksråd.
Han är den första kända medlemmarna av Oxe-ätten i Danmark och nämns första gången år 1408. Troligen ägde han redan vid denna tid Asserbo.
År 1420 var han riksråd och senast från 1422 till sin död hövitsman på Søborg, år 1425 och 1436 på Krogen (det senare Kronborg) i Helsingör och dessutom senast från 1435 på Helsingborgs slott. Från dessa slotten bedrev han under stridigheter med Hansestäderna kaperi mot dessas handelsfartyg. År 1436 var han ledare för en styrka som sändes mot det svenska upproret mot kalmarunionen. Han stoppade upprorsledaren Engelbrekt Engelbrektsson vid skånska Rönneå. 
I juli 1440 uppgav han sina slott Krogen och Helsingborg till kung Kristofer. Strax efter verkar han vara död.
Hans änka, Mette Johansdatter Godov, levde ännu 1465. Han var far till Jørgen Oxe och Johan Oxe till Tordsjö.

## = Referenser
1. 1 2  Leo van de Pas, Genealogics, 2003.[källa från Wikidata]